# Intel·ligència naturalista
En psicologia contemporània, la intel·ligència naturalista és un dels components dels models d'intel·ligència, proposat originalment com la Teoria de les intel·ligències múltiples, per Howard Gardner, que inicialment comprenia 7 tipus diferents, però el 1995 l'autor hi va afegir la intel·ligència naturalista.
Al principi les capacitats pròpies d'aquesta eren incloses entre la intel·ligència lògico-matemàtica i la intel·ligència visual-espacial però, tenint en compte diversos aspectes cognoscitius com observació, selecció, habilitats d'ordenació i classificació, reconeixement de seqüències de desenvolupament, així com la formulació d'hipòtesis, aplicats en forma pràctica en el coneixement del medi, Howard Gardner va considerar que aquesta mereixia reconeixement com intel·ligència independent.

## Nota
1. ↑  Juan Rodríguez. Literatura espanyola contemporània: materials auxiliars, textos i documents.  Univ. Autònoma de Barcelona, 1995, p. 52–. ISBN 9788449004490 [Consulta: 14 abril 2011].